# Intejocerida
Gli Intejocerida  Balashov, 1960 sono un ordine di molluschi cefalopodi estinti, appartenenti alla sottoclasse Nautiloida, conosciuti dall'Ordoviciano inferiore all'Ordoviciano medio, ritrovati nei sedimenti del fiume Angara in Russia.
Nel Treatise on Invertebrate Paleontology sono definiti come ordine e combinati negli Endoceratoidea assieme agli Endocerida.

## Descrizione
La conchiglia è ortocona-longicona (eccezionalmente cirtocona), cioè prevalentemente lineare, con sezione circolare o debolmente compressa, con camere corte e suture dritte.

Il sifone è tipicamente molto ampio, da marginale a sub-centrale, con colletti settali da acoanitici a olocoanitici, e depositi endosifonali actinosifonati.

## Tassonomia

### Relazioni tassonomiche
Rousseau Hayner Flower nel 1976 ha fatto notare che gli Intejocerida non solo contengono due gruppi, uno comprendente gli Intejoceras e i Bajkaloceras a sifone centrale, l'altro con Envencoceras, Padunoceras e un terzo genere dei Rossoceras, ma che combinandoli con gli Endocerida negli Endoceratoidea, questo rende gli ultimi polifiletici e pertanto rende invalido il taxon.

### Derivazione
Intejoceras eBajkaloceras possono ragionevolmente essere fatti derivare dai Baltoceratidae, o meno probabilmente dai Troedssonellidae. Evencoceras, Rossoceras e Padunoceras hanno la loro probabile origine dai Proterocameroceratidae.